# Gianluca Gobbi
Gianluca Gobbi (Milán, 12 de octubre de 1974) es un actor italiano.

## Carrera
Gobbi, nacido en Milán, se formó como actor teatral en el Teatro Nazionale di Genova, graduándose en 1996. Ya en 1995 debutó en el teatro con Noche de reyes de William Shakespeare, dirigida por Franco Branciaroli, con quien inició una larga asociación artística.
Hizo su debut en la pantalla grande en 1997 con Tutti giù per terra de Davide Ferrario, en el papel de Alessandro Castracan. Nuevamente dirigida por Ferrario, también actuó en Guardami (1999) y Tutta colpa di Giuda (2009). De esa forma, comenzó una carrera como actor que lo involucró simultáneamente en el cine y en el teatro. Desde la década de 2000 ha colaborado con muchos artistas de teatro destacados, recibiendo reconocimiento nacional.

### Teatro
En colaboración con Marco Sciaccaluga ha puesto en escena, entre otras, El teniente de Inishmore (Teatro Stabile di Genova, 2004), con el texto de Martin McDonagh, traducido por Fausto Paravidino, en el que interpreta el papel del terrorista Padraic. Posteriormente, nuevamente bajo la dirección de Marco Sciaccaluga, subió al escenario junto a Eros Pagni en Muerte de un viajante de Arthur Miller (Teatro Stabile di Genova, 2005), Medida por medida (Teatro della Corte di Genova, 2010) y Esperando a Godot (2011), con Eros Pagni y Ugo Pagliai.
Producida también por el Teatro Stabile de Génova, en 2009 fue puesta en escena junto a Mariangela Melato en el papel del aviador en El alma buena de Szechwan de Bertolt Brecht, dirigida por Elio De Capitani y Ferdinando Bruni.
Ha trabajado varias veces con Franco Branciaroli: en Il Gesù (Teatro Stabile di Torino, 2000), cuyo texto es una composición del original de Carl Theodor Dreyer e In Exitu de Giovanni Testori, y Calígula de Albert Camus (Teatro Donizetti de Bergamo, 2003) dirigida por Claudio Longhi, en la que interpreta a Elicone. Luego interpretó el papel de Ismaele en la adaptación de Branciaroli de Moby Dick de Herman Melville, dirigida por Luca Lazzareschi como parte del Estate Teatrale Veronese 2019.
En 2013 también trabajó para el Teatro Inda de Siracusa en Antígona, en el papel cómico de la Guardia. La dirección estuvo encomendada a Cristina Pezzoli.
En 2006 trabajó bajo la dirección de Valerio Binasco en la obra La chiusa de Conor McPherson (Teatro Stabile di Genova, 2006). Binasco lo volvió a llamar en 2018 para interpretar el papel de Don Juan en el texto homónimo de Molière.
En la temporada teatral 2016/2017 contó con dos espectáculos producidos por el Teatro Due de Parma: Gyula, escrito y dirigido por Fulvio Pepe, e Ivanov de Antón Chéjov, dirigido por Filippo Dini. Luego ingresó al circuito del teatro romano con Americani (Teatro Eliseo, 2016), dirigida por Sergio Rubini.

### Cine y televisión
Tras sus primeros trabajos cinematográficos, debutó en la pantalla chica con dos producciones de Casanova Multimedia: en 2003 interpretó a Floppy en Una vita in regalo, dirigida por Tiziana Aristarco; y en 2005 interpretó al inspector Juvara en Nebbie e delitti, dirigida por Riccardo Donna. También en 2005 volvió al cine para interpretar a Marco en La febbre, película que obtuvo dos Nastri d'Argento y cuatro nominaciones para el David di Donatello. En 2011 interpretó a un guardia suizo en Habemus Papam de Nanni Moretti, con quien también trabajó en Mia madre de 2015.
Para la televisión, en 2013 coprotagonizó Ultimo - L'occhio del falco de Michele Soavi. En 2014 se unió al elenco de la sexta temporada de I Cesaroni en el papel de Luigi Romeo.
En 2018 volvió al cine con Made in Italy de Luciano Ligabue y La profezia dell'armadillo de Zerocalcare, dirigida por Emanuele Scaringi. El mismo año se estrenó la comedia surreal Nevermind de Eros Puglielli, donde interpretó al cocinero Beppe. A continuación actuó nuevamente bajo la dirección de Eros Puglielli en Copperman (2019), Il talento del calabrone (2020) de Giacomo Cimini y la serie de televisión L'Alligatore (2020), dirigida por Daniele Vicari y Emanuele Scaringi. Interpretó a Salvo Lo Russo en el filme Ero in guerra ma non lo sapevo (2021) de Fabio Resinaro.

## Filmografía
| - Tutti giù per terra, dirigida por Davide Ferrario (1997) - Figli di Annibale, dirigida por Davide Ferrario (1998) - Branchie, dirigida por Francesco Ranieri Martinotti (1999) - Guardami, dirigida por Davide Ferrario (1999) - Quello che le ragazze non dicono, dirigida por Carlo Vanzina (2000) - E adesso sesso, regia di Carlo e Enrico Vanzina (2001) - Quore, dirigida por Federica Pontremoli (2002) - Oltre il confine, dirigida por Rolando Colla (2002) - In questo mondo di ladri, dirigida por Carlo Vanzina (2004) - Tu devi essere il lupo, dirigida por Vittorio Moroni (2005) - La febbre, dirigida por Alessandro D'Alatri (2005) - Tutta colpa di Giuda, dirigida por Davide Ferrario (2009) - Habemus Papam, dirigida por Nanni Moretti (2011) - Noi 4, dirigida por Francesco Bruni (2014) - Un marito di troppo, dirigida por Luca Ribuoli (2014) - Mia madre, dirigida por Nanni Moretti (2015) - Made in Italy, dirigida por Luciano Ligabue (2015) - Dogman, dirigida por Matteo Garrone (2017) - Nevermind, dirigida por Eros Puglielli (2018) - Copperman, dirigida por Eros Puglielli (2019) - La profezia dell'armadillo, dirigida por Emanuele Scaringi (2018) - Il talento del calabrone, dirigida por Giacomo Cimini (2020) - Ero in guerra ma non lo sapevo, dirigida por Fabio Resinaro (2022) - L'ombra di Caravaggio, dirigida por Michele Placido (2022) - La lunga corsa, dirigida por Andrea Magnani (2022) | - Una vita in regalo, dirigida por Tiziana Aristarco – miniserie (2003) - Nebbie e delitti – serie, 10 episodios (2005) - L'amore e la guerra, dirigida por Giacomo Campiotti – miniserie (2007) - Ultimo - L'occhio del falco, dirigida por Michele Soavi – miniserie (2013) - I Cesaroni – serie (2013-2014) - La strada di casa – serie (2017) - Ognuno è perfetto, dirigida por Giacomo Campiotti – miniserie (2019) - Suburra - La serie – serie (2019) - L'Alligatore – serie, 6 episodios (2020) - Mental – serie, 8 episodios (2020) - Fedeltà – serie, 6 episodios (2022-) - Nero a metà – serie, 12 episodios (2022) - Fiori sopra l'inferno - I casi di Teresa Battaglia – serie, 6 episodios (2023) - M. Il figlio del secolo - serie, 8 episodios (2025) |

## Teatro
- Noche de reyes, de William Shakespeare, dirigida por Franco Branciaroli, 1995
- Tommaso Moro, de P. Pivetti, dirigida por Franco Branciaroli, 1996
- Victor o I bambini al potere, de Roger Vitrac, dirigida por Annalaura Messeri, 1996
- Tatuaggio, dirigida por Annalaura Messeri, 1996
- Crepuscolo sulle Alpi, de P. Turrini, dirigida por Aleksandar Cvjetković, 1996
- Sir Gawain y el Caballero Verde, de D. Scott, dirigida por Annalaura Messeri, 1996
- Ricardo III, de William Shakespeare, dirigida por Antonio Calenda, 1997
- Road, de J.K. Wright, dirigida por Sergio Maifredi, 1997
- Shallow Grave, de John Hodge, dirigida por Sergio Maifredi, 1998
- Crimen y castigo, de Fiódor Dostoyevski, dirigida por Franco Branciaroli|, 1998
- Il pazzo e la monaca, de Stanisław Ignacy Witkiewicz, dirigida por Sergio Maifredi, 1999
- Il Gesù, de Carl Theodor Dreyer, dirigida por Franco Branciaroli, 2000
- El enfermo imaginario, de Molière, dirigida por L. Pugelli
- Los tres mosqueteros, de Alexandre Dumas, dirigida por Attilio Corsini, 2004
- Muerte de un viajante, de Arthur Miller, dirigida por Marco Sciaccaluga, 2005
- Esperando a Godot, de Samuel Beckett, dirigida por Marco Sciaccaluga
- Ivanov, de Antón Chéjov, dirigida por Filippo Dini, 2015
- Glengarry Glen Ross, de David Mamet, dirigida por Sergio Rubini,2016
- Don Juan, de Molière, dirigida por Valerio Binasco
- Moby Dick, adaptación de Herman Melville de Franco Branciaroli, dirigida por Luca Lazzareschi
- Sesto potere, de Davide Sacco, dirigida por Davide Sacco, 2021
- Vamos, de Andrej Longo, dirigida por Susy Laude, 2022